# Amor van Aquitanië
De heilige Amor van Aquitanië (; 9e eeuw) was een diaken of priester afkomstig uit Aquitanië (Zuid West Frankrijk) die als monnik of kluizenaar in de omgeving van Maastricht leefde. Hij wordt gezien als de stichter van de abdij van Munsterbilzen. Zijn feestdag is op 8 oktober.

## Geschiedenis en legende
Volgens de Vita Sancti Amoris, geschreven door ene Egbertus, was Amor afkomstig uit een nobel Aquitaans geslacht en zou hij zelfs de zoon van de hertog van Aquitanië zijn geweest. Volgens de legende kreeg hij in Rome op het graf van Petrus de aanwijzing om zich in Munsterbilzen (vlak bij Maastricht in Belgisch Limburg) te vestigen. In de nabijheid van de Maastrichtse Sint-Servaaskerk zou hij een kluis hebben bewoond. Volgens de overlevering was hij de stichter van het klooster van Munsterbilzen (volgens een andere overlevering was dit de heilige Landrada). Tijdens zijn laatste pelgrimstocht naar het graf van Sint-Servaas overleed hij te Maastricht. Hij werd begraven in een kapel, die op het huidige Sint Amorsplein werd gebouwd, wellicht op de plaats van genoemde kluis. In 850 werden zijn stoffelijke resten overgebracht naar de abdijkerk te Munsterbilzen. De Maastrichtse kapel werd in de tweede helft van de 17e eeuw afgebroken. De relieken van de heilige werden in 1651 in een ivoren kistje overgebracht naar de Sint-Servaaskerk.

## Nalatenschap
- Het Sint Amorsplein in de binnenstad van Maastricht is naar de heilige genoemd. Van de Sint-Amorkapel is niets meer over, maar op het plein staat sinds 1951 een beeld naar ontwerp van Charles Vos: Sint-Amor, staand op een zuil, gehuld in een lange pij met capuchon, die met beide handen een pelgrimsstaf vasthoudt en een reistas over zijn rechterschouder draagt. Het basement van de zuil draagt aan de voorzijde een op leisteen gegrift chronogram: sanCtVs aMor DIaConVs traleCtensIbus CIVIbVs Interpres Vere VetVstUs ofwel “De Heilige diaken Amor is sinds mensenheugenis voorspreker voor de burgers van Maastricht”.[1]
- In de Schatkamer van de Sint-Servaasbasiliek wordt een ivoren reliekkistje uit omstreeks 1200 met een Arabisch cijferslot bewaard, waarin vanaf de 17e eeuw de uit de Sint-Amorkapel afkomstige relieken van de heilige werden bewaard. Ook de Schatkamer van de Onze-Lieve-Vrouwebasiliek bezit een reliek van de heilige. De oorspronkelijke reliekhouder ging in de Franse tijd verloren; de huidige dateert uit 1934.
- De beroemde Wachtendonckse Psalmen, een van de oudste werken uit de Duits-Nederlandse literatuur, behoorde wellicht ooit toe aan Amor van Aquitanië.[noot 3]
- De abdijkerk van Munsterbilzen was aan Sint-Amor toegewijd. Van de kerk staat nog de toren overeind en zijn delen van de inventaris bewaard, evenwel niets uit de tijd van Amor.
- De Sint-Amorkapel is een 20e-eeuwse kapel gelegen in de bossen ten noordoosten van Bilzen. De kapel heeft een kasteelachtig uiterlijk en is gebouwd van afbraakmateriaal van gebouwen uit de omgeving, die tijdens de Tweede Wereldoorlog werden verwoest. In het interieur bevond zich tot voor kort een beeld van de heilige, dat echter door vandalen is vernield.[2]
- In de Brigidakapel van de Sint-Jan-de-Doperkerk in Wellen is de heilige Amor samen met de heilige Brigida van Zweden afgebeeld op een antependium uit 1522.[3]
- De H. Amor staat afgebeeld op het gemeentewapen van As.
- Amor is ook de patroonheilige van de parochiekerk te Kortenaken.

## Verering
In de bisdommen Luik en Roermond is het toegestaan om op 8 oktober de gedachtenis te vieren van Amor.

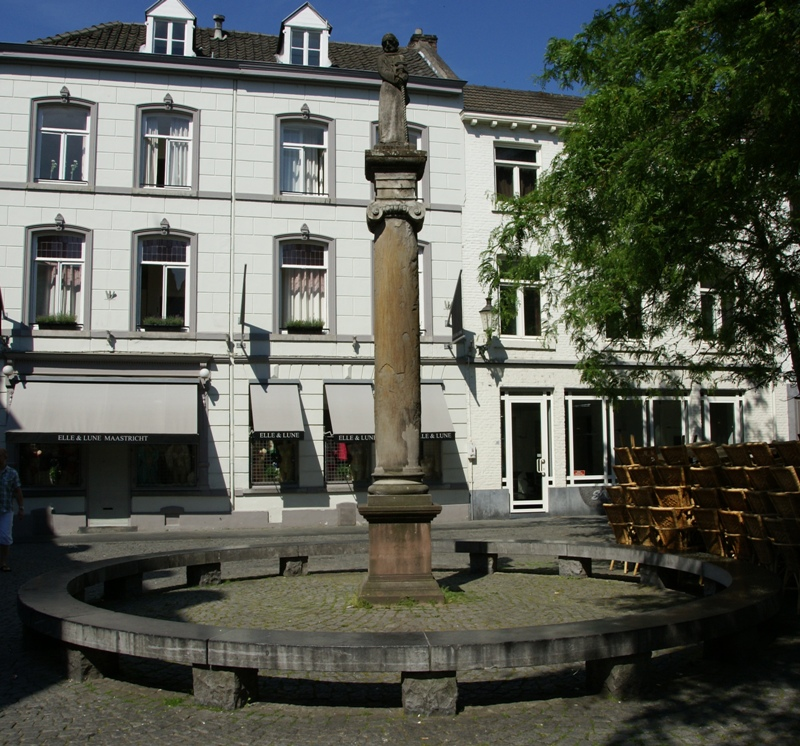
Sint Amorsplein met Sint-Amorzuil, Maastricht
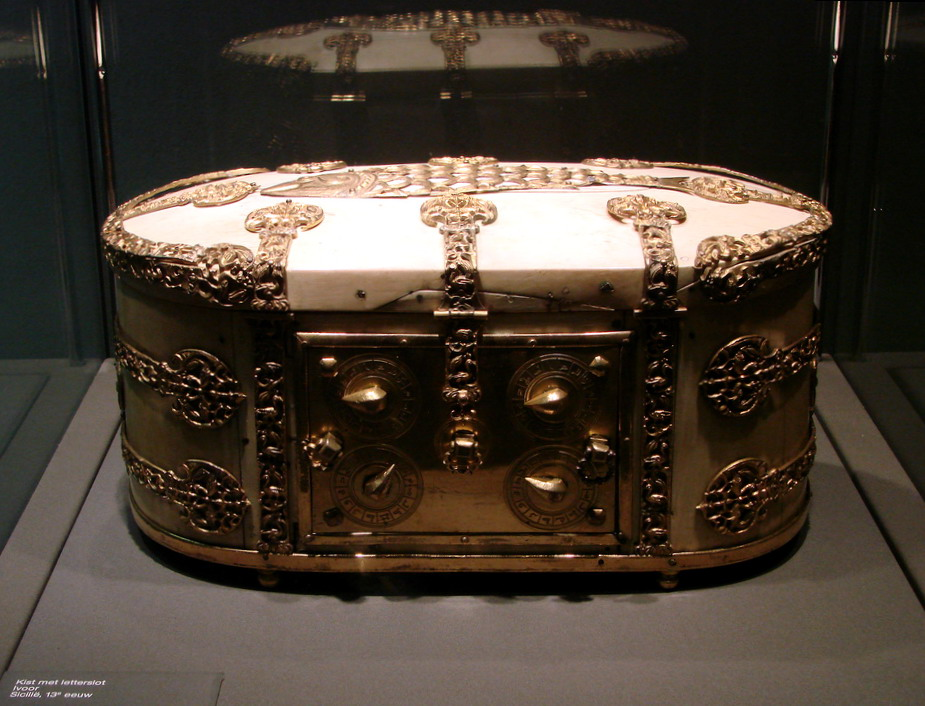
Reliekkistje Sint-Amor (St-Servaasbasiliek)
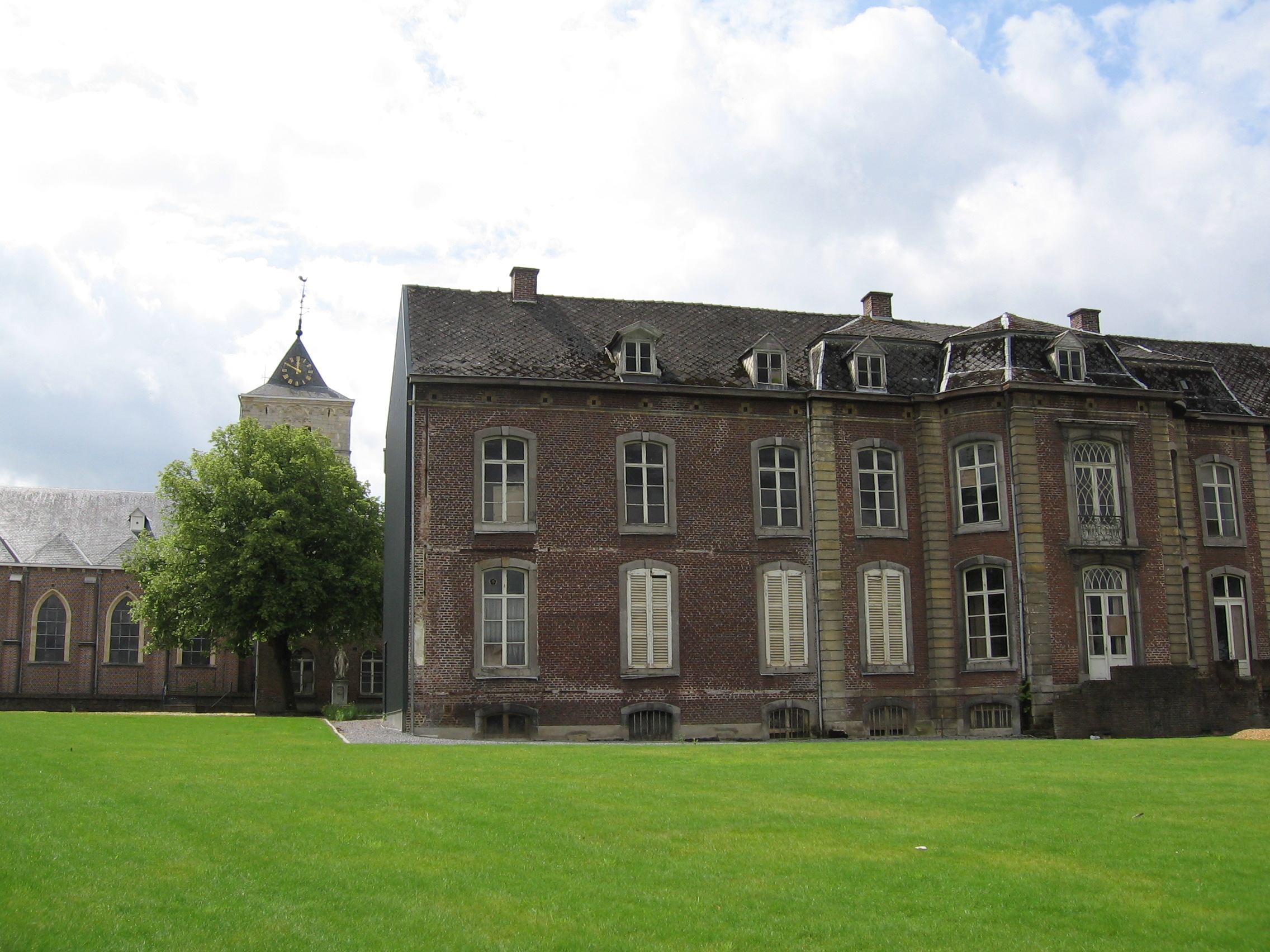
Restant abdij van Munsterbilzen
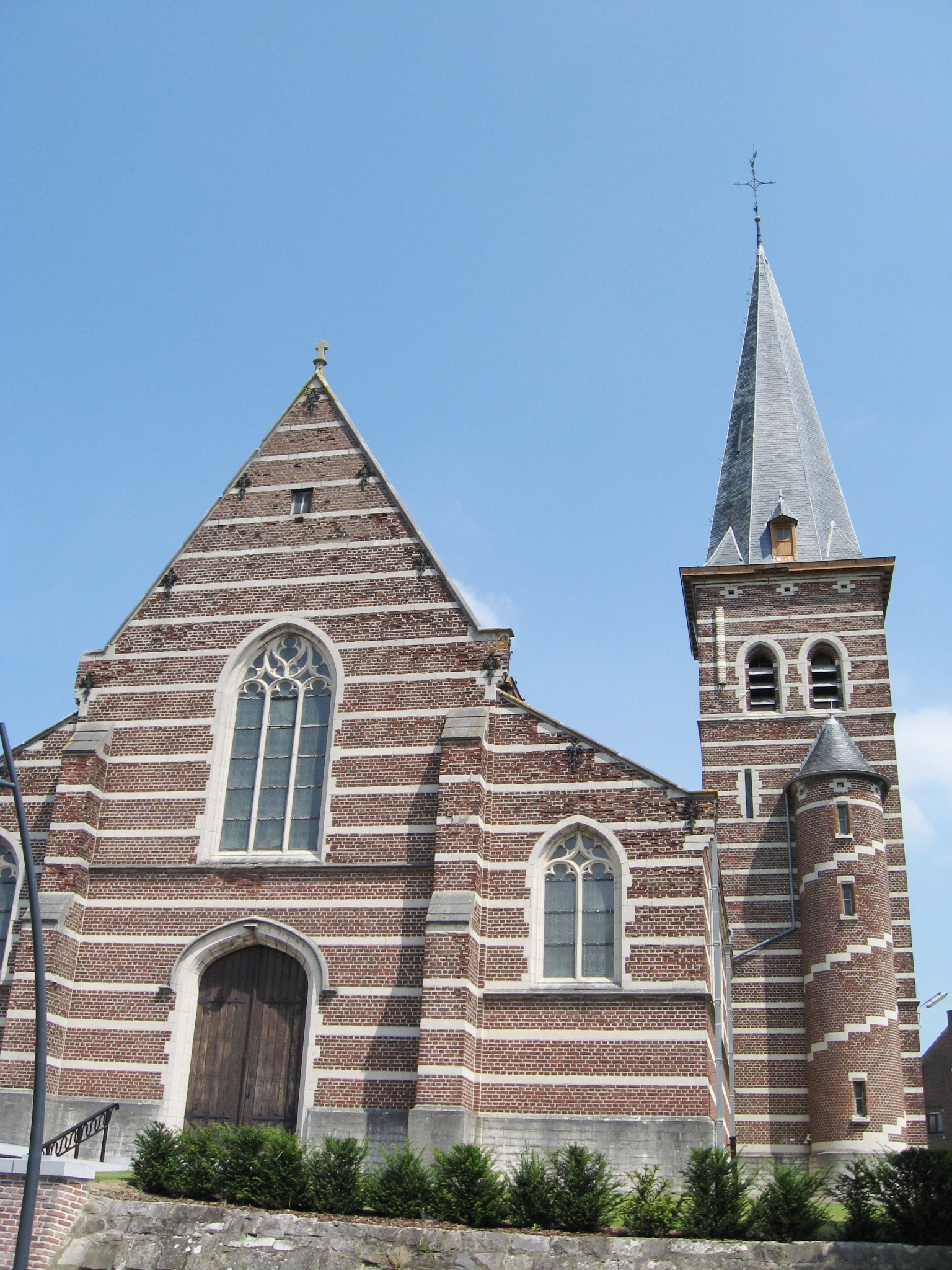
Sint-Amorkerk, Kortenaken